# Приония
Приония или Бозово (на гръцки: Πριόνια, до 1927 г.: Μπόζοβο, Бозово) е село в Република Гърция, дем Гревена, област Западна Македония.

## География
Селото е разположено на около 30 km южно от град Гревена, на 780 m в северните части на планината Хасия, част от веригата Пинд.

## История

### Средновековие
Във византийско време селището е много голямо – около 1000 къщи, и носи името Калпус. Запазени са руините на много къщи и 12 църкви.

### В Османската империя
Бозово се споменава през 1812 година като метох на манастира Варлаам. 34 години по-рано в него учителствува Козма Етолийски.
Внушителната централна селска църква „Свети Атанасий“ е построена през 1714 година. Недалеч от селото е и възстановената изцяло през 80-те години на XX век църква „Свети Илия“, както и средновековната „Успение Богородично“.
В края на XIX Бозово е християнско село в южния край на Гревенската каза на Османската империя. Според статистиката на Васил Кънчов („Македония. Етнография и статистика“) през 1900 година Бозово е изцяло влашко село със 150 жители.
На Етнографската карта на Битолския вилает на Картографския институт в София от 1901 година Бузово е чисто гръцко село в Гревенската каза на Серфидженския санджак с 25 къщи.
Според статистика на Серфидженския санджак на гръцкото консулство в Еласона от 1904 година в Бозово (Μπόζοβο), Гревенска каза, живеят 160 гърци елинофони християни.

### В Гърция
През Балканската война в 1912 година в селото влизат гръцки части и след Междусъюзническата в 1913 година Бозово влиза в състава на Кралство Гърция.
През 1927 година името на селището е сменено на Приония.
Селото се занимава предимно със скотовъдство и експлоатация на гората.
Годишният селски събор се провежда на 15 август (Голяма Богородица). Тържествени церемонии се организират на 18 януари – денят на патрона на селището Свети Атанасий. Отбелязва се и 20 юли като празник на параклиса „Свети Илия“.
| Година    | 1913 | 1920 | 1928 | 1940 | 1951 | 1961 | 1971 | 1981 | 1991 | 2001 | 2011 | 2021 |
| --------- | ---- | ---- | ---- | ---- | ---- | ---- | ---- | ---- | ---- | ---- | ---- | ---- |
| Население | 138  | 178  | 210  | 349  | 414  | 282  | 118  | 150  | 146  | 166  | 64   | 63   |